# The Electric Torch
The Electric Torch è un cortometraggio muto del 1908 diretto da Lewin Fitzhamon.

## Trama
La gente resta sconvolta a vedere una torcia elettrica.

## Produzione
Il film fu prodotto dalla Hepworth.

## Distribuzione
Distribuito dalla Hepworth, il film - un cortometraggio di 93 metri - uscì nelle sale cinematografiche britanniche nell'aprile 1908.
Si conoscono pochi dati del film che, prodotto dalla Hepworth, fu distrutto nel 1924 dallo stesso produttore, Cecil M. Hepworth. Fallito, in gravissime difficoltà finanziarie, il produttore pensò in questo modo di poter almeno recuperare il nitrato d'argento della pellicola.